# Audrey Withers
Dame Elizabeth Audrey Withers OBE (* 28. März 1905 in Hale, Lancashire; † 26. Oktober 2001 in London), bekannt als Audrey Withers, war eine britische Journalistin und Mitglied des Rates für Industriedesign. Zwischen 1940 und 1960 war Withers Redakteurin der britischen Ausgabe der Vogue und Autorin von The Palaces of Leningrad (1973) sowie einer Autobiografie.
Während sie beruflich ihren eigenen Mädchennamen benutzte, war sie in einigen anderen Zusammenhängen unter ihren Ehenamen bekannt: A. H. Stewart von 1933 bis 1952 und Victor Kennett von 1953 bis zu ihrem Tod.

## Leben
Withers wurde in Hale in der Grafschaft Lancashire als Tochter des Arztes und Schriftstellers Percy Withers (1867–1945) geboren, der mit Mary Wolley Summers (1870–1947) verheiratet war. Ihre Mutter, die beide Elternteile früh verloren hatte, stammte aus einer Familie, der das Stahlwerk John Summers & Sons in Wirral gehörte. Ihre Mutter war Absolventin des Somerville College der University of Oxford.
Die Familie zog bald in den Lake District, wo Withers mit einer älteren Schwester und einem jüngeren Bruder am Ufer des Derwent Water aufwuchs. Die Mädchen wurden zunächst zu Hause von einer Gouvernante erzogen. Ihr Vater hatte literarische Freunde, darunter Robert Bridges und den Künstler Paul Nash.
Withers besuchte als Internatsschülerin die St Leonards School in St Andrews und anschließend Somerville, das alte College ihrer Mutter. 1927 schloss sie ihr Studium in Oxford mit einem Second in Philosophy, Politics and Economics ab.
In der Hoffnung auf eine Karriere im Verlagswesen nahm Withers eine Stelle in der Londoner Buchhandlung J. and E. Bumpus an und arbeitete anschließend in der Werbeabteilung eines Buchverlags. Während der Weltwirtschaftskrise verlor sie ihre Stelle und war mehrere Monate arbeitslos. Während dieser Zeit lebte sie von den finanziellen Zuwendungen eines Onkels. Dies weckte ihre Sympathie für die politische Linke, und sie war fast ihr ganzes Leben lang Anhängerin der Labour Party, bis sie in den 1980er Jahren der Social Democratic Party beitrat.
1931 erhielt sie eine neue Stelle als Unterredakteurin bei der Vogue des Verlags Condé Nast. Die Zeitschrift hatte einen kleinen Mitarbeiterstab und sie stieg schnell auf, so dass Harry Yoxall sie 1940 zur Redakteurin ernannte. Sie wurde ebenso Mitglied des Vorstands im Verlag.
In den Kriegsjahren behandelte Condé Nast die Vogue als Teil der Kriegsanstrengungen und druckte Ratschläge und Informationen ab, die häufig von britischen Ministerien stammten. Frauenzeitschriften waren einflussreich und die Vogue war eine Lieblingszeitschrift in den vornehmen Schichten, was Withers zu einer der einflussreichsten Frauen des Landes machte. Während des London Blitz druckte sie das ikonische Foto von Cecil Beaton eines tadellos gekleideten Models neben dem Bombenhagel in der Nähe des Temple mit der Bildunterschrift „Fashion is indestructible“ (deutsch: Mode ist unverwüstlich). Ebenfalls 1940 erschienen in der Zeitschrift Fotografien von Thérèse Bonney über Frauen und Kinder auf der Flucht in Frankreich.
An der Heimatfront trat Withers als Freiwillige der städtischen Feuerwehr bei und fungierte als Fahrerin für höhere Offiziere. Sie war enttäuscht, dass man ihr keine Chance gab, Feuerwehrautos zu fahren, obwohl sie einen Lkw-Führerschein erworben hatte. Sie hielt die Büros der Vogue am Golden Square in Westminster offen und fuhr mit dem Fahrrad zur Arbeit.
Im Sommer 1944 überredete die amerikanische Fotografin Lee Miller, sie in die Normandie zu schicken, um einen Artikel über die dortigen Krankenschwestern zu verfassen, was die Vogue in die aktuelle Kriegsberichterstattung einbezog. Withers war erstaunt über das, was zurückkam, und nannte es „die aufregendste journalistische Erfahrung meines Krieges“. Sie erlaubte Miller, den Vormarsch der Alliierten durch Europa zu verfolgen, und Miller berichtete über die Befreiung von Paris und schickte sogar eine Reportage aus dem KZ Buchenwald.
Nach dem Ende des Zweiten Weltkriegs setzte sich Withers für fortschrittliche Anliegen ein. Neben der traditionellen Berichterstattung über Schönheit und Mode entwickelte die Vogue eine anspruchsvolle Ausrichtung, indem sie Artikel von Simone de Beauvoir, Bertrand Russell, Marghanita Laski, Dylan Thomas und Kingsley Amis sowie Arbeiten der Feuilletonredakteure Lesley Blanch veröffentlichte. Elizabeth David schrieb über Essen, während die Kritikerin Penelope Gilliatt ihren Anfang in einem von Withers ins Leben gerufenen Talentwettbewerb machte. Zu ihren Fotografen gehörten Norman Parkinson, Antony Armstrong-Jones und Irving Penn. Zweimal stellte sie John Deakin als Fotografen ein, zweimal entließ sie ihn. Ihr persönlicher Stil war sparsam, sie zog Sandwiches teuren Restaurants und Bussen Taxis vor, und sie wurde Mitglied des Rates für Industriedesign.
Überraschenderweise interessierte sich Withers, abgesehen von Hüten, nicht für Mode, so dass sie die Berichterstattung über Mode an andere delegierte. Später schrieb sie:

‘I am very well aware that I would not have been an appropriate editor of Vogue at any other period in its history. I had come up through copy-writing and administration, with no fashion training.’

„Ich bin mir sehr wohl bewusst, dass ich zu keiner anderen Zeit in der Geschichte der Vogue ein geeigneter Redakteur gewesen wäre. Ich hatte mich über das Texten und die Verwaltung hochgearbeitet, ohne eine Modeausbildung.“

1960 trat sie als Redakteurin der Vogue zurück, da sie den Wind der Veränderung spürte.

### Privates Leben
Am 2. September 1933 heiratete Withers den als „Jock“ bekannten Geschäftsmann Alan Hay Stewart, den Sohn eines Musikers. Die Ehe blieb kinderlos und endete 1952 mit der Scheidung. Am 20. Februar 1953 heiratete sie Victor Asarius Kennett (1895–1980), einen russischen Fotografen, den sie während des Krieges in New York City kennengelernt hatte. Mit ihrem zweiten Ehemann lebte sie auf einem Bauernhof, und als sie noch bei der Vogue arbeitete, teilte sie ihre Zeit zwischen London und dem Land auf. Nach ihrer Pensionierung unternahmen sie zahlreiche Reisen, nicht zuletzt in die Sowjetunion.
Ihr persönlicher Stil war sparsam, sie zog belegte Brötchen teuren Restaurants und Busse Taxis vor.
Zusammen mit Kennett verfasste sie 1973 das Buch The Palaces of Leningrad, das Ergebnis von neun Besuchen in der Stadt. Sie arbeiteten auch an der Einleitung des 1975 erschienenen Buches In the Russian Style mit, das von Jacqueline Kennedy Onassis herausgegeben wurde. In den 1980er Jahren engagierte sich Withers ehrenamtlich in der Mitgliederabteilung der Sozialdemokratischen Partei von David Owen, einer Abspaltung der Labour Party. Viele Jahre nach dem Tod ihres Mannes veröffentlichte sie 1994 eine Autobiografie mit dem Titel Lifespan und starb am 26. Oktober 2001 im St Mary’s Hospital im Alter von sechsundneunzig Jahren.

## Auszeichnungen
1954 wurde Withers zum Officer of the Order of the British Empire und 1962 zur Dame ernannt.
1961 erhielt sie die Bicentenary Medal der Royal Society of Arts, eine Auszeichnung, die an „eine Person verliehen wird, die auf andere Weise als als Industriedesignerin Kunst und Design mit großem Erfolg als Instrumente der bürgerlichen Innovation eingesetzt hat“.